# Lichtrouten Lüdenscheid
Die Lichtrouten (Eigenschreibweise: LichtRouten) sind eine Lichtkunst- und Lichtdesign-Ausstellung, die seit 2002 in unregelmäßigen Abständen im öffentlichen Raum in Lüdenscheid stattfindet. Der Ausgangspunkt der Lichtrouten ist bereits seit 2002 die Innenstadt von Lüdenscheid. Die künstlerische Leitung liegt bei Bettina Pelz und Tom Groll.

## Auszeichnungen
Im Jahr 2004 wurden die Lichtrouten mit dem Innovationspreis Sauerland 2004 der Sauerland Initiative ausgezeichnet. Im Jahr 2007 erhielten sie den Martin-Leicht-Preis Westfalensprung der Westfalen Initiative.

## Veranstalter
Aufgrund vielfältiger Leuchten- und Elektroindustrie in und um Lüdenscheid ist Kunstlicht ein Material, das die Lebens- und Arbeitszusammenhänge in der Stadt in besonderer Weise prägt. Produziert werden die Lichtrouten von der Lüdenscheider Stadtmarketinggesellschaft mit den Gesellschaftern Stadt Lüdenscheid, Sparkasse Lüdenscheid, Stadtwerke Lüdenscheid und Wirtschaftsförderung Kreisstadt Lüdenscheid (WKL e.V.) mit regelmäßiger Unterstützung des Arbeitgeberverbandes der Metall- und Elektroindustrie Lüdenscheid e.V. und vieler Wirtschaftsunternehmen, u. a. Derksen Lichttechnik, ERCO, Fischer Elektronik (gegründet 1969 von Hans-Albert Fischer), Hueck, Hoffmeister Leuchten, Insta, Kostal und Trilux.

## Veranstaltungsorte
Standorte waren unter anderem das bis 2009 zu weiten Teilen ungenutzte Gebiet des Bahnhofs Lüdenscheid und viele weitere Industriedenkmäler sowie andere Kulturdenkmäler, unter anderem auch das alte Rathaus von Lüdenscheid sowie die neubarocke Villa Hueck.

## Geschichte

### Lichtrouten 2002
Leitmotiv der ersten Lichtrouten waren „Black Boxes“, geschwärzte Baucontainer, die als Fremdkörper über den Stadtraum verteilt waren und lichtbasierte Objekte oder Installationen beherbergten, u. a. Arbeiten von Klaus Geldmacher, Daniel Hausig, Georg Hartung, Kazuo Katase und Dieter Kiessling. Ergänzt wurde der Parcours durch Interventionen u. a. von Tatsuro Bashi, Hermelinde Hergenhahn, Nan Hoover und Francesco Mariotti.
Die Arbeit „Memories of Wind“ des Künstlers Stefan Hofmann wurde als dauerhafte Installation von der Stadt Lüdenscheid und den Stadtwerken Lüdenscheid angekauft.

### Lichtrouten 2003
Die Installationen, Interventionen und Performances an „Unorten“, gemeint waren öffentliche Räume, die aus dem öffentlichen Bewusstsein verschwunden waren, stammten u. a. Barbara Buchholz und Olga Koumeguer, Yvonne Goulbier, Nan Hoover, Sabine Kacunko, Mischa Kuball, André Philip Lemke, Aurelia Mihai, Thomas Roppelt, Helmut Schweizer und Michel Verjux.
Die Arbeit „Souvenirs“ von Helga Griffiths wurde 2003 mit dem Publikumspreis der Lichtrouten ausgezeichnet.

### Lichtrouten 2004
Im Rahmen der Konzeption der „Lichtbiotope“ waren u. a. Arbeiten von Sanja Ivekovic, Magdalena Jetelová, Gudrun Kemsa, Klaus Obermaier, Roman Signer, Jan van Munster, Katarina Veldhues und Gottfried Schumacher zu sehen.

### Lichtrouten 2006
Thema der Ausstellung war „Architektur der Erinnerung“. Beteiligte Künstler und Designer waren unter anderem Danica Dakić, Jean-François Guiton, Ron Haselden, Thomas Köner, Mischa Kuball, Christina Kubisch, Molitor & Kuzmin, Jakub Nepraš, Jaan Toomik, Mai Yamashita und Naoto Kobayashi.
Die Lichtinszenierung des Mathildenfriedhofs von Gustavo Avilés wurde mit dem Publikumspreis der Lichtrouten ausgezeichnet.
Die "Lichtbänke" von Stefan Sous wurden von der Stadtwerken Lüdenscheid für den dauerhaften Verbleib in der Stadt angekauft. Die Installation „Glühwürmchenpalast“ von Francesco Mariotti wurde über die Dauer von zwei Jahren am Wilhelmsplatz erhalten.

### Lichtrouten 2010
Mit Arbeiten von u. a. Gudrun Barenbrock, Ghíju Diaz de León, Ali Heshmati and Lars Meeß-Olsohn, Olga Kisseleva, Thorbjørn Lausten, Dominik Lejman, Ocubo, Stephan Reusse, Sigrid Sandmann, Gebhard Sengmüller, Ursula Scherrer und Kurt Laurenz Theinert entstand ein Parcours zu dem Thema „Wunderkammern des Lichts“.
Die Projektion „Des Fischers fette Beute“ von Katharina Berndt war bis zu den nächsten Lichtrouten 2013 am Wilhelmsplatz zu sehen.

### Lichtrouten 2013
Vom 27. September bis 6. Oktober 2013 fanden die Lichtrouten 2013 statt. Diesjähriges Thema war „Die Kunst der Projektion“. Die beteiligten Künstler waren Jürgen Albrecht, Refik Anadol, Atsara - Audrey Rocher + Roland Devocelle, Katharina Berndt, Cuppetelli + Mendoza, Christoph Girardet, Hartung + Trenz, Joseph O. Holmes, Dieter Kiessling, Vollrad Kutscher, Jakob Mattner, László Moholy-Nagy, Klaus Obermaier, Rainer Plum, Quayola, Diana Ramaekers, Nicolas Schöffer, Robert Sochacki, Max Sudhues und Amy Youngs. Der Parcours der Installationen erstreckte sich von der Innenstadt über das Bahnhofsgelände auf das gesamte Stadtumbau-Areal der "Denkfabrik".
Insgesamt gab es bei den Lichtrouten im Jahr 2013 zwanzig verschiedene Installationen sowie diverse andere Veranstaltungsorte und einen zentralen Informationspunkt am Rathausplatz 4 an der Hauptpost von Lüdenscheid. Vom Informationspunkt am Rathausplatz 4 ausgehend gab es unter anderem drei verschiedene, kostenlose Führungsrouten hin zu den 20 Installationen der Lichtrouten. Eine davon umfasste die Installationen 1–10, die zweite die Installationen 11–20 und die dritte eine Kurzroute hin zu einzelnen, ausgewählten Installationen.
An den 10 Veranstaltungstagen besuchten etwa 45.000 Menschen die Lichtrouten 2013, 5.000 mehr als bei den Lichtrouten 2010.

### Lichtrouten 2025
Ende März 2025 konnten die Licht-Werke von 26 Künstlern unter dem Motto Lichtrouten 2025 – Neue Energien  erlebt werden.